# Cadeia Velha
La Cadeia Velha (en portugués: "Prisión Vieja"), también llamada Cadeia da Relação o Casa da Relação en documentos oficiales, fue una prisión situada en la ciudad de Río de Janeiro, Brasil. Se desconoce la fecha exacta de su construcción, posiblemente en 1636. En el Brasil Colonial, era costumbre que la cárcel estuviera alojada en el mismo edificio que el poder legislativo.
Allí se enviaba a todo aquel que infringiera las leyes de la Corona portuguesa: delincuentes, prostitutas y esclavos se mezclaban con presos políticos. En el siglo XVIII, los arrestados por las autoridades coloniales seguían siendo enviados a la Cadeia Velha, situada en la planta baja del Senado de la Cámara. 
El edificio fue utilizado para las más diversas actividades a lo largo de su existencia, como el antiguo tribunal de apelación, y se convirtió en alojamiento para los servidores de la Casa Real cuando el rey João VI llegó a Brasil en 1808. Los senadores y los reclusos fueron retirados del edificio que pasó a ser ocupado por el numeroso séquito que acompañaba a la Familia Real. No había espacio suficiente en las fortalezas militares para albergar a los presos trasladados. La solución del gobierno fue solicitar el Aljube, una prisión perteneciente a la Iglesia.
Se construyó una pasarela que unía este edificio, que ahora albergaba a los sirvientes de la Casa Real, con el palacio del rey João VI.
La Cadeia Velha también fue escenario de hechos notables, como el encarcelamiento de inconfidentes de Minas Gerais, entre ellos Tiradentes, que fue recluido en el oratorio o "Capilla de Jesus". El lugar sirvió más tarde como Archivo de la Cámara.
Tras la proclamación de la independencia, la Cadeia Velha albergó la Asamblea General Constituyente de Brasil y, el 6 de mayo de 1826, se instaló el primer Congreso Legislativo de Brasil. El Palacio Tiradentes, sede de la ALERJ, fue construido en el lugar en 1926.